# Méplat (mathématiques)
Pour les articles homonymes, voir Méplat.
 (mai 2020).
Si vous disposez d'ouvrages ou d'articles de référence ou si vous connaissez des sites web de qualité traitant du thème abordé ici, merci de compléter l'article en donnant les références utiles à sa vérifiabilité et en les liant à la section « Notes et références ».
En analyse, un méplat est de façon générale un point d'une courbe ou d'une surface où celle-ci est approximativement rectiligne, ou plane.

## Méplat à deux dimensions

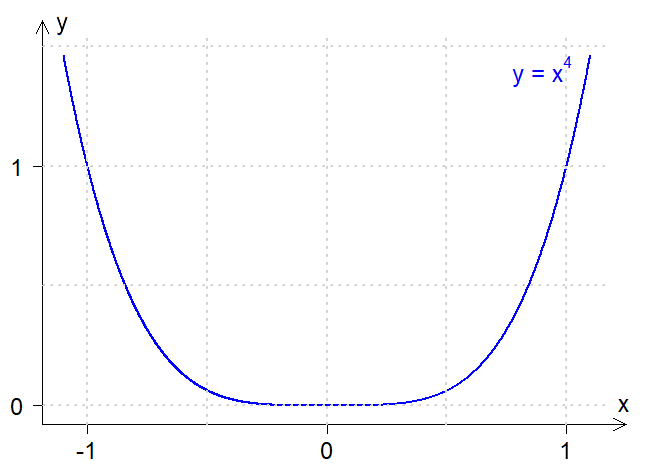
La courbe d'équation présente un méplat en.

Dans un repère cartésien {\displaystyle \{x,y\}}, le graphe {\displaystyle y=f(x)} d'une fonction {\displaystyle f} présente un méplat à l'abscisse {\displaystyle x_{0}} si :
{\displaystyle {\begin{cases}f''(x_{0})=f'''(x_{0})=0\\f^{(4)}(x_{0})\neq 0\end{cases}}}
ou, plus généralement, s'il existe un entier pair {\displaystyle k} supérieur à {\displaystyle 2}, tel que {\displaystyle f} soit dérivable au moins {\displaystyle k} fois en {\displaystyle x_{0}} et que :
{\displaystyle {\begin{cases}f^{(n)}(x_{0})=0\quad {\text{pour}}\quad n=2,\dots ,k-1\\f^{(k)}(x_{0})\neq 0\end{cases}}}
Le point {\displaystyle (x_{0},f(x_{0}))} est un point méplat. La courbure en {\displaystyle x=x_{0}} est nulle, et elle a le même signe de part et d'autre de {\displaystyle x_{0}} (pour {\displaystyle x=x_{0}-\varepsilon \,} et {\displaystyle \,x=x_{0}+\varepsilon }, où {\displaystyle \varepsilon } désigne un infiniment petit), ce qui distingue les points méplats des points d'inflexion.

## Méplat à trois dimensions
Un méplat (ou point planaire) d'une surface S est un point où les deux courbures principales sont nulles.